# Бгавачакра

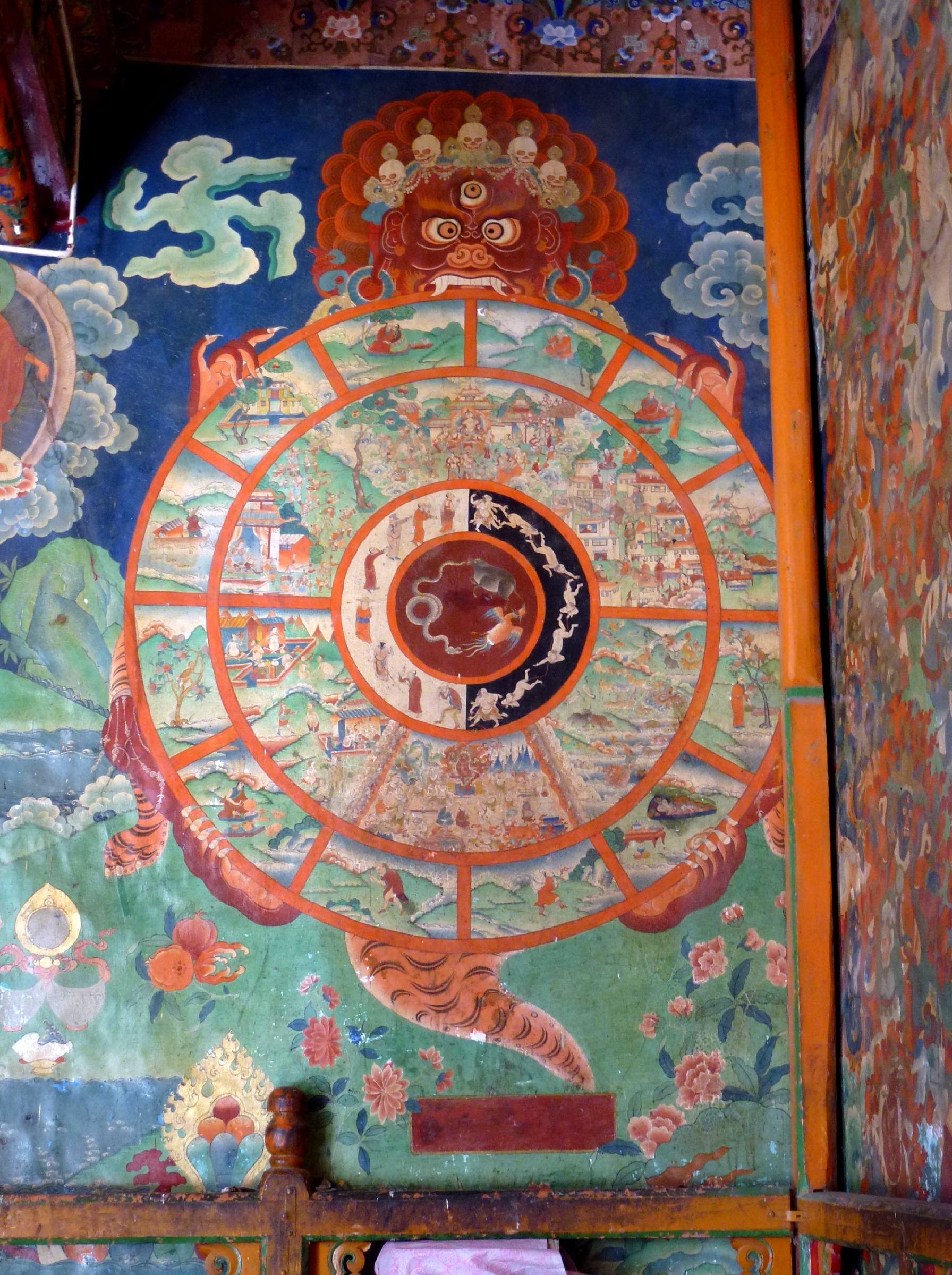

Бгавачакра (санскрит: Bhavacakra; деванагарі: भवचक्र; палі: भभचक्क bhavacakka, «колесо взаємозалежного походження» ), Колесо буття (тиб. སྲིད་པའི་ འཁོར་ལོ་ srid pa’i 'khor lo) — втілення сансари в буддистському поданні, у формі кола (мандали ), буддійське вчення про причинність (пратітья-самутпада), яке Будда збагнув під Деревом Бодгі. Зображене на мандалі колесо трактується як дванадцятичленна формула буття, що включає в себе крім символічного зображення 12 ланок взаємозалежного походження також п'ять місцеперебувань буддійської космології та інші астрологічні або космологічні структури. 
На зображеннях колесо, що символізує бгавачакру, стискає іклами і лапами бог смерті Яма Дгармарадж у подобі черепахи. Це означає, що закони причинності діють у сфері пристрастей (кама-дгату). У центрі кола зображують свиню, змію і півня, які хапають один одного і є символами невігластва (авідья), гніву і хіті, джерел страждання і, отже, перероджень (якщо особа була захоплена вихором пристрастей, її чекає переродження). У колі навколо них зображують доброчесних людей, чий шлях спрямований на небеса, і фігури недоброчесних людей, яких, зв'язаними, демони тягнуть в пекло. На 5-6 сегментах між спицями зображують сцени життя істот сфери кама-дгату: шести світів жителів пекла,  асурів, голодних духів, людей, тварин і богів - як видів переродження; порядок переродження переданий 12 зображеннями на ободі колеса, що символізують 12 ланок ланцюга взаємозалежного походження як формули даного вчення, яка описує цикл перероджень, що складається з трьох життів особи в сансарі.
Закон говорить, що 
1. Спочатку особа перебуває в невігластві (незнанні) (символ - сліпець[3])
2. Карма зумовлює перенародження (символ - гончар[3])
3. Перенародження починається з пробудження свідомості (віджяни), що відбувається ще на етапі ембріогенезу, етап розрізнення (символ - мавпа[3])
4. На тому ж етапі розвитку виникають основи образного і чуттєвого (нама-рупа) пізнання (символ - людина, переправляється на човні[3])
5. Відповідно до карми закладаються органи чуття і мислення (6 видів пізнання, шад-аятана; символ - упорядкований будинок[3])
6. Особа стає здатна до сприйняття (етап «контакту»; символ - чоловік і жінка в обіймах[3])
7. На другому році життя особа відчуває ведану — чуттєві переживання (людина зі стрілою в оці[3])
8. У процесі розвитку виникають жага (трішна), жадання тощо (людина з чашею вина[3])
9. З'являється прагнення до досягнення цілей (упадана; людина збирає плоди[3])
10. Особа  коїть дедалі більше хибних вчинків і занурююється в оману (чоловік і жінка у власному будинку[3])
11. Як наслідок особу чекає нове народження (джаті; породілля[3])
12. Отже — старіння і смерть (джара-марана; людина несе труп до місця кремації [3]).

## Див. Також
- Колесо дхарми
- Самсара
- Дванадцятичленна формула буття
- Пратітья самутпада
- Буддійська космологія
- Камінь Сонця